# Na Hradcích
Der Na Hradcích ist ein bewaldeter Hügel im Ostböhmischen Tafelland in Tschechien. Er erhebt sich dreieinhalb Kilometer östlich von Holice auf dem Kataster von Ostřetín.

## Geographie
Der Na Hradcích liegt zwischen Holice, Ostřetín, Veliny und Horní Jelení im Ostböhmischen Tafelland. Südöstlich entspringt die Zadní Lodrantka. Auf dem Hügel befinden sich an einer nach Westen vorspringenden Geländestufe, die Věžiště genannt wird, Reste eines Ringwallanlage mit tiefem Graben.

## Geschichte
Nach alten Aufzeichnungen soll sich am Platz Věžiště eine Befestigung Velký Hradec befunden haben, von der nicht bekannt ist, ob sie als Jagdburg oder Feste diente. Ebenso ist über ihre Besitzer und die Zeit ihrer Errichtung und ihres Untergangs nichts überliefert.
Der Hügel ist einer der möglichen Standorte der erloschenen Burg Hostin Hradec, auf der 1140 der Přemyslidenherzog Soběslav I. verstarb. Die zugrunde liegende Theorie geht dabei, im Gegensatz zu den meisten anderen, die die Burg in oder um Hostinné lokalisieren, davon aus, dass der Fürst auf seinem Hof Chvojna erkrankte. Dieser wird in Vysoké Chvojno vermutet. Ausgehend davon wird angenommen, dass sich die Burg Hostin Hradec, auf der der todkranke Fürst sein Krankenlager hatte, unweit seines Hofes Chvojna befunden haben muss.

## Legenden
Lokalen Legenden nach stand auf dem Hügel die Burg Velký Hradec, die Sitz der Ritter Velinger und Lokatoren von Veliny gewesen sein soll.
Einer weiteren Legende nach soll die Burg auf dem Na Hradcích durch einen unterirdischen Gang mit Horní Jelení in Verbindung gestanden haben.
August Sedláček brachte den Na Hradcích in den Zusammenhang mit einer Feste Hrošovice, für deren Existenz jedoch kein schriftlicher Nachweis besteht.